# Staurodiscus quadristoma
Staurodiscus quadristoma är en nässeldjursart som beskrevs av Bouillon 1984. Staurodiscus quadristoma ingår i släktet Staurodiscus och familjen Hebellidae. Inga underarter finns listade i Catalogue of Life.